# Lomaptera mortiana
Lomaptera mortiana är en skalbaggsart som beskrevs av Valck Lucassen 1961. Lomaptera mortiana ingår i släktet Lomaptera och familjen Cetoniidae. Inga underarter finns listade i Catalogue of Life.